# Johan Bartsch den yngre
Johan Bartsch den yngre, född omkring 1645, död 1703, var en svensk konstnär, verksam i Visby. 
Johan Bartsch den yngre var son till Johan Bartsch den äldre och far till målaren Rasmus Bartsch.
Mycket lite är känt om Bartschs verksamhet. Han torde ha gått i lära hos sin far, men troligen även studerat måleri på annat håll. År 1667 befann han sig som konstnär på Gotland, då han utförde en altaruppsats för Havdhems kyrka. År 1670 anklagade han Jacob Blass för bönhaseri sedan han utan burskap utfört målningar i gotländska kyrkor. Han bodde fram till 1681 i det av fadern inköpta Johan Målares hus, innan han köpte ett trähus vid Sankt Hansgatan. 
Av hans verk är de flesta idag förstörda. År 1688 målade han en sal i biskopsgården och 1673 en stuga i Kaplansgården. Bevarade är däremot hans målningar i Sävehuset. Från hans 1934 rivna hus vid Sankt Hansgatan har på Gotlands fornsal tillvaratagits målningar av Bartsch. Vidare var han flitigt verksam som kyrkomålare. Förutom smärre arbeten i Visby domkyrka har Bartsch utfört dokumenterade arbeten i 15 gotländska landsbygdskyrkor.